# 태진아 트로트 쇼
태진아 트로트 쇼는 KBS 2라디오에서 매일 오전 11시 5분부터 오전 11시 55분까지 방송했던 트로트 전문 라디오 프로그램이다. 2003년 10월 19일 자로 5개월만에 폐지되었다.

## DJ
- 태진아